# Лешно (Смоленская область)
Лешно — деревня в Руднянском районе Смоленской области России. Входит в состав Чистиковского сельского поселения. Население — 310 жителей (2007 год). 
Расположена в западной части области в 10 км к востоку от Рудни, в 5 км севернее автодороги А141 Орёл — Витебск. В 6 км южнее деревни расположена железнодорожная станция Плоская на линии Смоленск — Витебск. 

## История
В годы Великой Отечественной войны деревня была оккупирована гитлеровскими войсками в июле 1941 года, освобождена в октябре 1943 года.